# Tegmaleurodes integellus
Tegmaleurodes integellus là một loài côn trùng cánh nửa trong họ Aleyrodidae, phân họ Aleyrodinae.
Tegmaleurodes integellus được Bondar miêu tả khoa học đầu tiên năm 1923.